# Kallima hugelii
Kallima hugelii är en fjärilsart som beskrevs av Vincenz Kollar 1848. Kallima hugelii ingår i släktet Kallima och familjen praktfjärilar. Inga underarter finns listade i Catalogue of Life.